# Ptinella
Genre
Synonymes
- Leaptiliodes Deane, 1932[1]
- Neuglenes C. G. Thomson, 1859[1]
- Plitium Besuchet, 1976[1]
- Ptiliella Mannerheim, 1846[1]

Ptinella est un genre de coléoptères de la famille des Ptiliidae selon Catalogue of Life (28 février 2021).

## Liste d'espèces
Selon BioLib (28 février 2021) :
- Ptinella aptera (Guérin-Ménéville, 1839)
- Ptinella britannica A. Matthews, 1858
- Ptinella cara (Deane, 1932)
- Ptinella cavelli (Broun, 1893)
- Ptinella denticollis (Fairmaire, 1857)
- Ptinella errabunda Johnson, 1975
- Ptinella femoralis (Deane, 1930)
- Ptinella gigas (Deane, 1932)
- Ptinella johnsoni Rutanen, 1985
- Ptinella katyae Darby, 2019
- Ptinella lanigera (Deane, 1930)
- Ptinella limbata (Heer, 1841)
- Ptinella mekula Kubota, 1943
- Ptinella microscopica (Gillmeister, 1845)
- Ptinella mpanga Darby, 2019
- Ptinella okei (Deane, 1930)
- Ptinella populicola Vorst, 2012
- Ptinella pygmaea Darby, 2019
- Ptinella simsoni (Matthews, 1878)
- Ptinella taylorae Johnson, 1977
- Ptinella tenella (Erichson, 1845)

Selon ITIS (28 février 2021) :
- Ptinella pacifica Matthews, 1882

Selon NCBI (28 février 2021) :
- Ptinella aptera (Guerin-Meneville, 1839)
- Ptinella errabunda Johnson 1975

Selon Paleobiology Database (28 février 2021) :
- Ptinella oligocoenica
- Ptinella rovnoensis

Selon World Register of Marine Species (28 février 2021) :
- Ptinella atrata Johnson, 1975
- Ptinella cavelli (Broun, 1893)
- Ptinella natvigi Brinck, 1948
- Ptinella octopunctata Johnson, 1975
- Ptinella snarensis Johnson, 1975